# Bruce Melnick
Bruce Edward Melnick (New York, 5 dicembre 1949) è un ex astronauta statunitense. Ha partecipato alle missioni spaziali Shuttle STS-41 e STS-49, entrambe come Specialista di missione.

## Biografia
Bruce Melnick fu selezionato dalla NASA nel 1987, diventando un astronauta nell'agosto del 1988.
Completò la sua prima missione spaziale come membro dell'equipaggio della STS-41. Il volo fu effettuato con lo space shuttle Discovery nell'ottobre 1990 per consentire il funzionamento della sonda spaziale Ulysses.
La seconda e ultima missione spaziale di Melnick ebbe luogo due anni dopo con il volo inaugurale dell'orbiter Endeavour. La missione STS-49 si diresse verso il satellite INTELSAT F-1990.
In due missioni con lo Space Shuttle è rimasto per un totale di 12 giorni 23 ore e 27 minuti nello spazio.